# Michel Étienne de Raphélis
Michel Étienne de Raphélis comte de Roquesante, né le 20 septembre 1757 à Cavaillon (Vaucluse), mort le 22 novembre 1822 à Paris, est un général français de la Révolution et de l’Empire.

## États de service
Le 4 février 1769, il entre comme page du prince de Bourbon-Conti et le 5 mai 1772, il devient sous-lieutenant dans le régiment de Bourbon-Conti. Le 8 mai 1778, il est nommé lieutenant en second avec rang de capitaine le 3 juin 1779. Capitaine de remplacement le 3 octobre 1787, il passe dans le régiment des chasseurs d'Alsace sous les ordres du vicomte de Noailles.
Lors de la journée des Tuilerie du 10 août 1792, il se trouve à Paris et il est blessé d’une balle dans la poitrine au moment où le roi sortait dans le jardin pour se rendre à l’assemblée. Le 4 septembre 1792, il est affecté à l’armée du Rhin commandée par le général Biron, en qualité d’adjoint aux adjudants-généraux. Il est nommé adjudant-général chef de bataillon provisoire le 21 juin 1793, par les représentants du peuple auprès de l'armée du Rhin, et il est destitué, par ces représentants du peuple, le 8 septembre 1793, accusé de faux dévouement au nouveau régime.
Sauvé de l’échafaud par son ami d’enfance Barras, il est remis en activité le 6 novembre 1794, à l’armée de l'Intérieur, comme officier d’ordonnance du général Barras. Il sert ensuite à l’armée du Nord sous les ordres de Pichegru, où il est rattaché au corps d’armée du général Moreau. Affecté à l’armée des Pyrénées orientales le 6 mars 1795, il est nommé adjudant-général chef de brigade, auprès du général Pérignon le 13 juin 1795 et le 12 janvier 1796, il est promu général de brigade. 
Affecté à Cadix, comme commissaire général des relations commerciales de la République française en Andalousie, il subit en avril 1799, le bombardement de Cadix par l’amiral anglais Jervis. Rappelé à Paris par le ministre Talleyrand, après le coup d'État du 18 brumaire, il est accusé de concussion et d’abus d’autorité et il est mis en congé de réforme le 12 janvier 1802. Il ne prend plus aucun commandement sous le Premier Empire. Il est admis à la retraite en 1811.
Il est arrêté le 1er octobre 1813, emprisonné puis exilé à Orléans, comme accusé de manœuvres contre le salut de l'Empire. libéré le 1er avril 1814, il est fait chevalier de Saint-Louis le 10 décembre 1814.
Il meurt le 22 novembre 1822 à Paris.

## Sources
- (en) « Generals Who Served in the French Army during the Period 1789 - 1814: Eberle to Exelmans »
- Thierry Pouliquen, « Les généraux français et étrangers ayant servis [sic] dans la Grande Armée » (consulté le 29 octobre 2014)
- Paul de Faucher, Un des juges de Fouquet - Roquesante (1619-1707), sa famille, ses descendants, imprimerie Garcin et Didier, Aix, 1895, p. 245.
- Georges Six, Dictionnaire biographique des généraux & amiraux français de la Révolution et de l'Empire (1792-1814), Paris : Librairie G. Saffroy, 1934, 2 vol., p. 389